# Eskil von Lund
Eskil von Lund (* um 1100; † 1181) war ein dänischer Geistlicher, Mönch und Erzbischof von Lund, das damals zu Dänemark gehörte.

## Leben
In jungen Jahren verbrachte Eskil viele Jahre im Ausland, meist in Hildesheim und in Clairvaux. Hier kam er in Kontakt zu Abt Bernhard von Clairvaux, einem der bedeutendsten Kirchenmänner seiner Zeit. 1131 wurde Eskil Dompropst in Lund, 1134 Bischof in Roskilde und 1137 schließlich Erzbischof in Lund als Nachfolger seines Onkels Ascer. Als Bischof wurde er in einen Streit mit dem dänischen König Erik Emune hineingezogen, als Erzbischof kämpfte er gegen dessen Neffen Olof, der versuchte, König zu werden. Schon vor seiner Ernennung zum Erzbischof stiftete Eskil Klöster, so u. a. 1135 das Kloster St. Peter in Næstved, 1144 Kloster Herrevad in Schonen und 1145 Kloster Esrom (Esrum) auf Seeland. Im selben Jahr konnte der Dom zu Lund von ihm in Anwesenheit von Bischöfen aus ganz Skandinavien eingeweiht werden.
Als ein neues Erzbistum in Nidaros eingerichtet werden sollte, dem Norwegen, Island und die anderen Stifte im Westen angehören sollten, unternahm der Erzbischof von Bremen einen letzten Versuch, die kirchliche Macht über Skandinavien zu halten. Mit der Unterstützung durch Kaiser Barbarossa versuchte er Eskil davon abzuhalten, doch gelang es diesem, sich gegenüber seinen Widersachern mit päpstlicher Unterstützung durchzusetzen. Dazu reiste er nach Clairvaux und von dort aus im Jahr 1156 weiter nach Rom. Eine Zeit lang war Eskil Gefangener des Kaisers. 1164 erhielt er als päpstlicher Legat den Auftrag, ein drittes Erzbistum in Skandinavien zu gründen. Die Wahl fiel auf Alt-Uppsala und erster Erzbischof wurde Stefan von Uppsala.
Durch einen langen Streit mit Waldemar I. war Eskil gezwungen, von 1161 bis 1168 im Ausland zu leben. Er verbrachte die meiste Zeit in Clairvaux. Erst durch die Vermittlung von Absalon, seit 1157 Bischof von Roskilde, konnte er zurückkehren. Später nahm er 1169 am Feldzug gegen die Wenden und am Krieg von 1171 teil. Zuvor hatte er Waldemars siebenjährigen Sohn Knut in der Klosterkirche von Ringsted zum Mitkönig von Dänemark gekrönt. Der Papst erlaubte Eskil schließlich 1177 von seinem Amt zurückzutreten. Sein Nachfolger wurde Absalon, während Eskil Mönch in Clairvaux wurde.